# Hans Graßmann
Hans Graßmann (* 21. Mai 1960 in Bamberg) ist ein deutscher Physiker, Autor und Unternehmer.

## Leben
Hans Graßmann studierte Physik an der Universität Erlangen. Für seine Diplomarbeit entwickelte er zusammen mit seinem Betreuer Eckart Lorenz (MPI München) ein Kalorimeter aus Cäsumiodid-Thallium-Kristallen, das  bei einigen physikalischen Experimenten, unter anderem am CERN, verwendet wurde.
1984 wurde Graßmann Mitglied der Forschergruppe um Carlo Rubbia, die am europäischen Kernforschungszentrum CERN in Genf am UA1-Experiment arbeitete. Im selben Jahr promovierte er über seine Suche nach Leptoquarks (Limits on Leptoquarks from missing energy and from muon events at the ppbar collider).
Er lieferte  Beiträge auf dem Gebiet der Elementarteilchenphysik und ist Autor  populärwissenschaftlicher Bücher. Weiterhin erforscht er  Methoden zur Nutzung erneuerbarer Energien und Informationsverarbeitung neben seiner Lehrtätigkeit an der Universität Udine.
Das 2004 gegründete Spin-off-Unternehmen Isomorph srl. soll freie Forschung, finanziert durch wirtschaftliche Nutzung ihrer Ergebnisse, ermöglichen. Dabei solle der finanzielle Gewinn nicht hauptsächliches Bestreben sein. Vielmehr sei, so Graßmann, die Forschung der Gewinn. Im Herbst 2007 finanzierte Isomorph im Schloss von Duino eine interdisziplinäre Konferenz zum Thema „Informationstheorie in der Praxis“, an der Valentin Braitenberg, Gregory Chaitin und Klaus Kornwachs teilnahmen.

## Wirken
Ab 1988 forscht Graßmann am Fermilab. Dort entwickelte er 1990 anhand von Daten des Tevatron eine Analyse zur Ladungsasymmetrie im Zerfall der W-Teilchen. Der Tevatron-Beschleuniger bot die Möglichkeit, aus den Zerfallseigenschaften der W-Teilchen weitgehend von experimentellen Unsicherheiten unabhängige Ergebnisse abzuleiten.
In den folgenden Jahren entwickelte Graßmann mit anderen Wissenschaftlern am Fermilab eine neue Methode, um das Top-Quark nachzuweisen. 1994 gelang es ihm, Giorgio Bellettini und Marina Cobal, das Top Quark mit dieser Methode zu beobachten. 1995 wurde das Ergebnis endgültig bestätigt.
Nach der Entdeckung des Top-Quarks arbeitete Graßmann an der Verbindung der Informationstheorie mit der Physik. Wie Szilárd, Bennett und Landauer gezeigt haben, muss eine Verbindung zwischen Informationstheorie und Physik bestehen, weil in bestimmten Situationen das Speichern oder Löschen eines Bits Energie dissipieren muss. Dennoch enthalten aber weder die klassische Informationstheorie noch die algorithmische Informationstheorie physikalische Variablen. Die Informationstheorie benutzt zwar den Begriff „Entropie“, aber es handelt sich dort nicht um die thermodynamische Entropie, sondern eine Angabe der Informationsdichte. Das Bestreben Graßmanns ist es, die vorhandenen Begriffe der Informationstheorie, wie beispielsweise „Nachricht“ oder „Informationsmenge“ mittels Boolescher und Vektoralgebra in eine neue mathematische Struktur einzufügen.

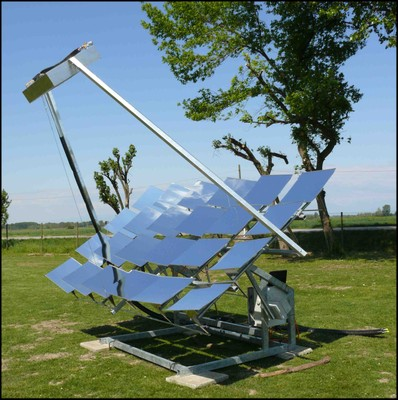
Linearspiegel

Parallel dazu arbeiten er und sein Unternehmen „Isomorph“ an der effizienten Nutzung erneuerbarer Energien wie Windkraft und Solarenergie. Wissenschaftlich erfolgreich verlief die Entwicklung eines Windrades mit Hüllstruktur (teilstatische Turbine), das in der Industrie trotz des ökonomischen Vorteils geringer Stromkosten keinen Abnehmer fand und inzwischen in Konkurrenz zu ähnlichen Produkten aus dem Ausland steht. 2006 begann mit einem Spiegelsystem zur Nutzung von Solarenergie (Linearspiegel) ein Projekt, das aufgrund seiner Einfachheit auch ohne externe Partner finanziert werden kann. Der Prototyp wurde im Herbst 2008 in Betrieb genommen und liefert Erfolg versprechende Ergebnisse. Die Italienische Physikalische Gesellschaft Società Italiana di Fisica würdigte das Vorhaben, indem es einen Vortrag von Graßmanns Koautor Alessandro Prest über das Linearspiegelsystem, als eine der besten Präsentationen auszeichnete. Die SIF vergibt regelmäßig in jedem Fachgebiet je zwei solcher Preise.
Graßmann ist Autor vier populärwissenschaftlicher Bücher. Er geht einen besonderen Weg der Physikdidaktik, indem er sich auf den Wesensgehalt der vorgestellten physikalischen Themen konzentriert und sie somit verständlich zu machen versucht. Außerdem kritisiert er – ebenso in Zeitungen und Interviews –  Zeiterscheinungen wie die Entfremdung von Physik und Alltagskultur oder den wissenschaftlichen Betrieb, der seiner Meinung nach einer Reform bedarf, damit junge Wissenschaftler wieder mehr Möglichkeiten bekommen. Der Tenor ist, die Physik idealistisch zu sehen, Physik um der Physik willen zu betreiben.
2011 erhielt er den Nuclear-Free Future Award in der Kategorie Lösungen.

## Publikationen
- H. Graßmann: Das Top Quark, Picasso und Mercedes Benz – oder Was ist Physik?, Rowohlt Berlin, 1997, ISBN 3-87134-328-5.
- H. Graßmann: Alles Quark? Ein Physikbuch, Rowohlt Berlin, Berlin, 2000, ISBN 3-87134-362-5.
- H. Graßmann: Das Denken und seine Zukunft – von der Eigenart des Menschen, Hoffman und Campe, Hamburg, 2001, ISBN 3-455-09333-7.
- H. Graßmann: Ahnung von der Materie – Physik für alle., Dumont, 2008, ISBN 978-3-8321-8082-9.